# Myrcen
Myrcen (Betonung auf der zweiten Silbe: Myrcen, mit systematischem Namen 7-Methyl-3-methylen-1,6-octadien) ist ein dreifach ungesättigter acyclischer Monoterpenkohlenwasserstoff und Bestandteil vieler ätherischer Öle.

## Vorkommen
Myrcen kommt in Pflanzen häufig vor, darunter in Kiefern (Pinus-Arten), Wacholder, Ingwergewächsen (Amomum-Arten), Thai-Ingwer ( Alpinia galanga), Minzen (Mentha-Arten), Salbei (Salvia-Arten), Kümmel (Carum carvi), Teebaum (Melaleuca alternifolia), Bay, Wermutkraut, Sternanis, Rosmarin (Rosmarinus officinalis), Grünem Kardamom (Elettaria cardamomum), Oregano (Origanum vulgare), Schwarzem Pfeffer (Piper nigrum), Sellerie (Apium graveolens), Mango, Fenchel (Foeniculum vulgare), Estragon (Artemisia dracunculus), Dill (Anethum graveolens), Beifuß (Artemisia vulgaris), Petersilie (Petroselinum crispum), Muskatnuss (Myristica fragrans), Guave (Psidium guajava), Engelwurz (Angelica archangelica), Lorbeer (Laurus nobilis), Hopfen (Humulus lupulus) sowie Hanf (Cannabis sativa).

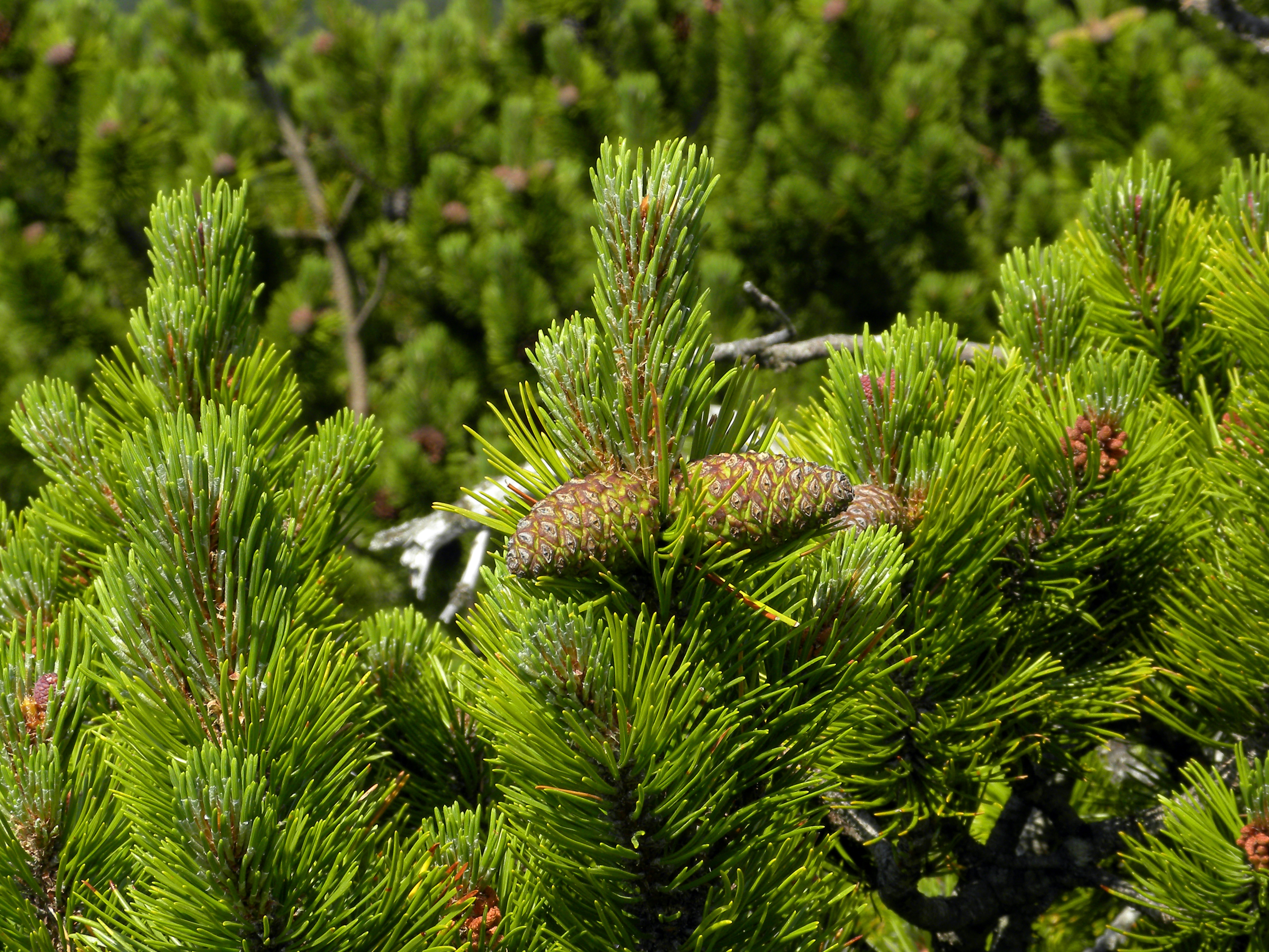
Latschenkiefer
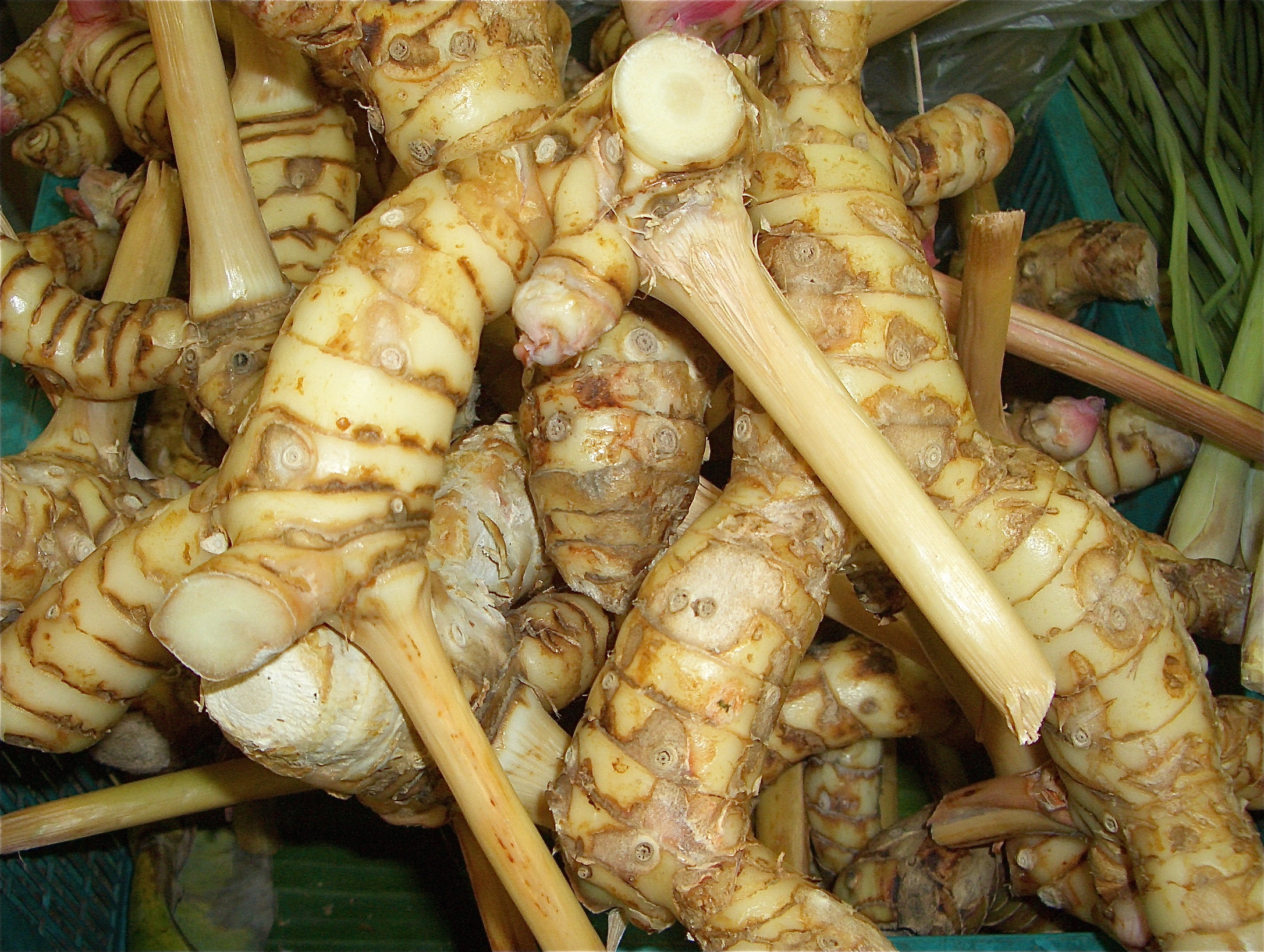
Thai-Ingwer
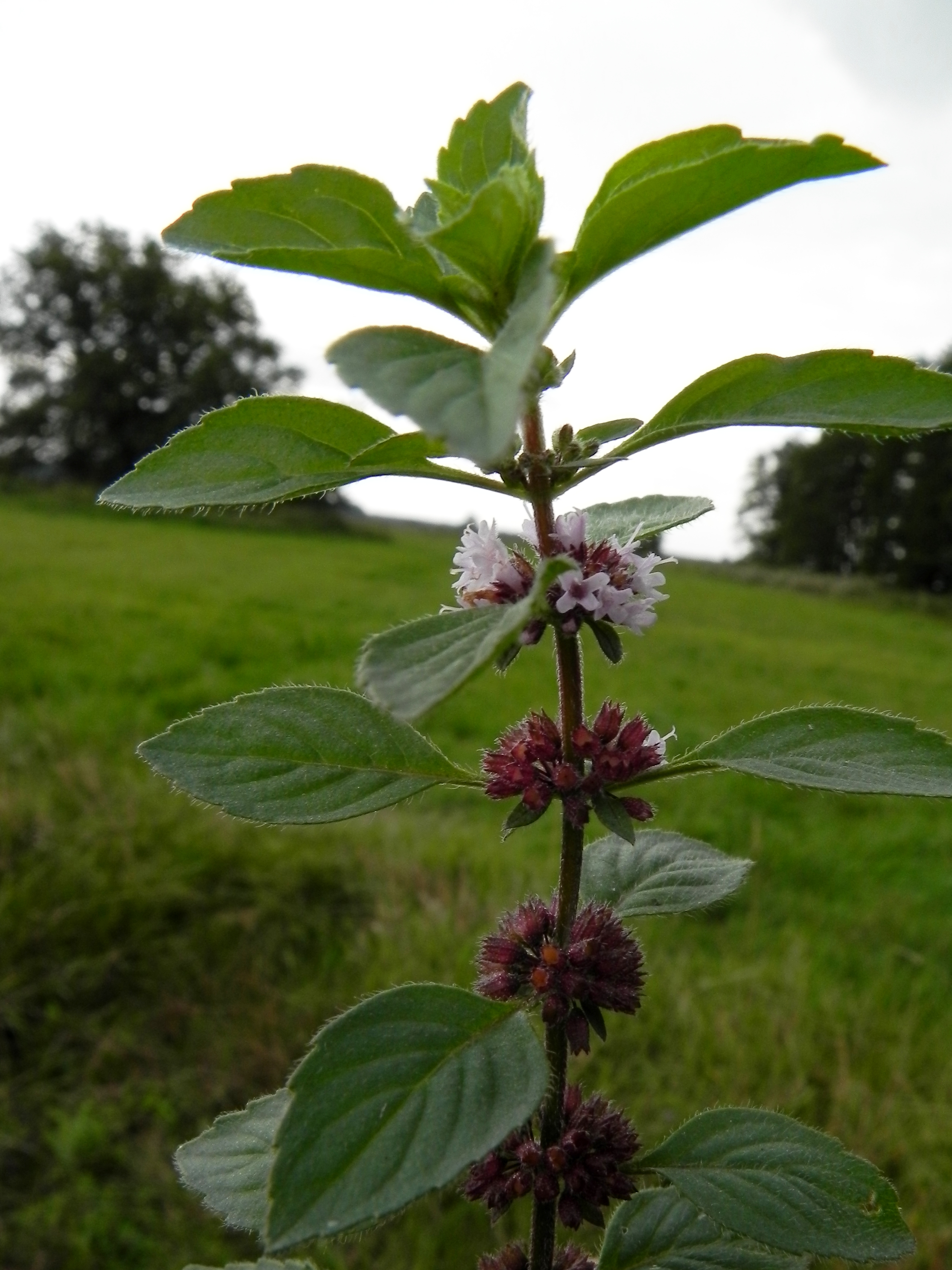
Ackerminze
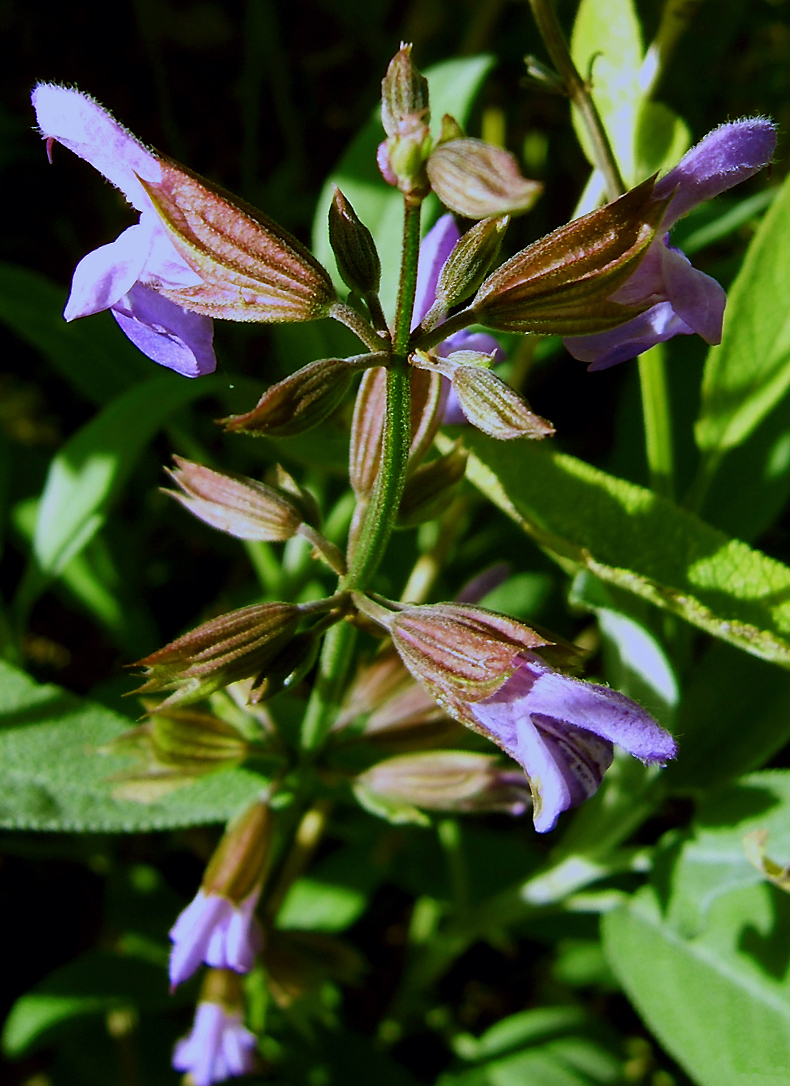
Salbei
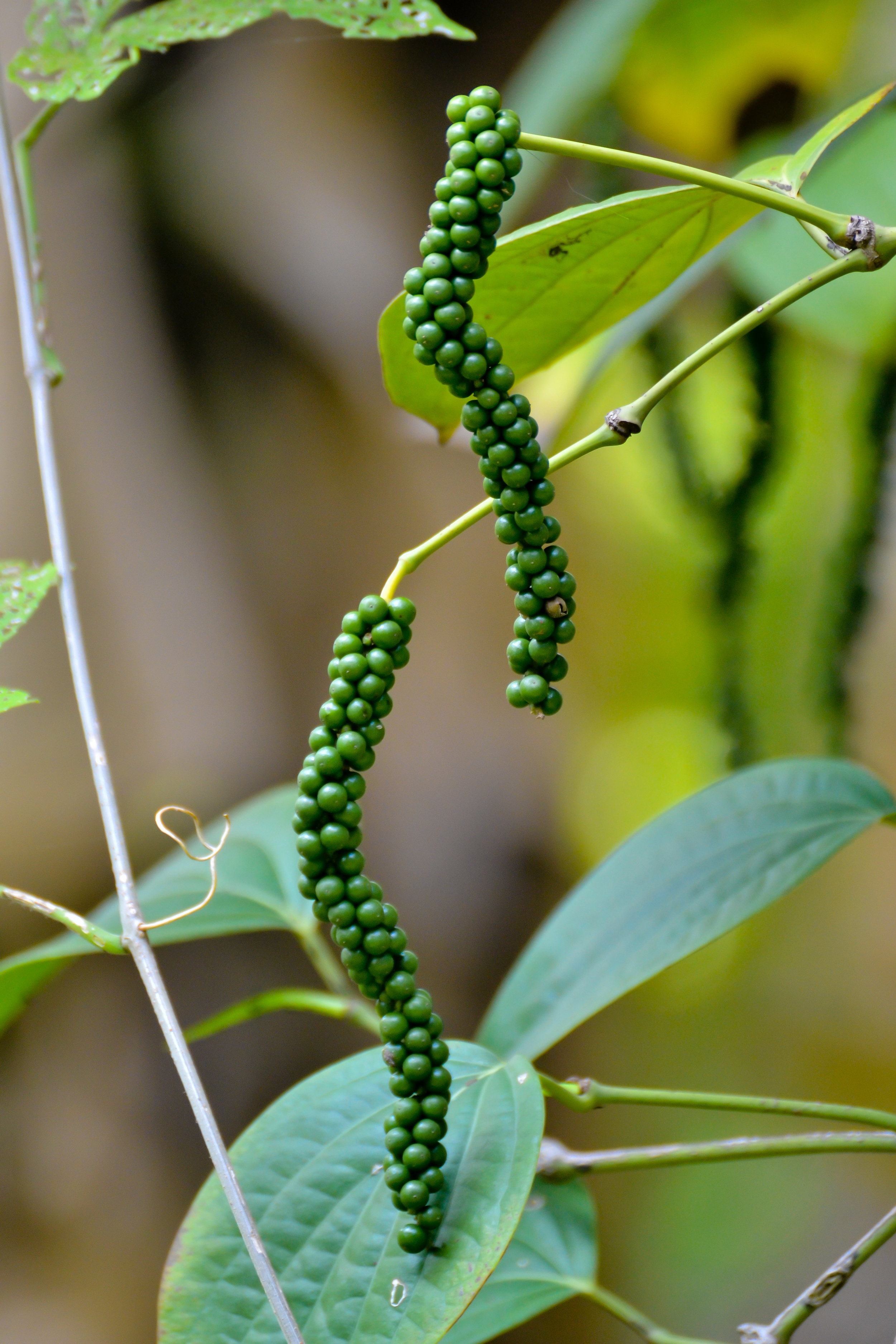
Pfeffer
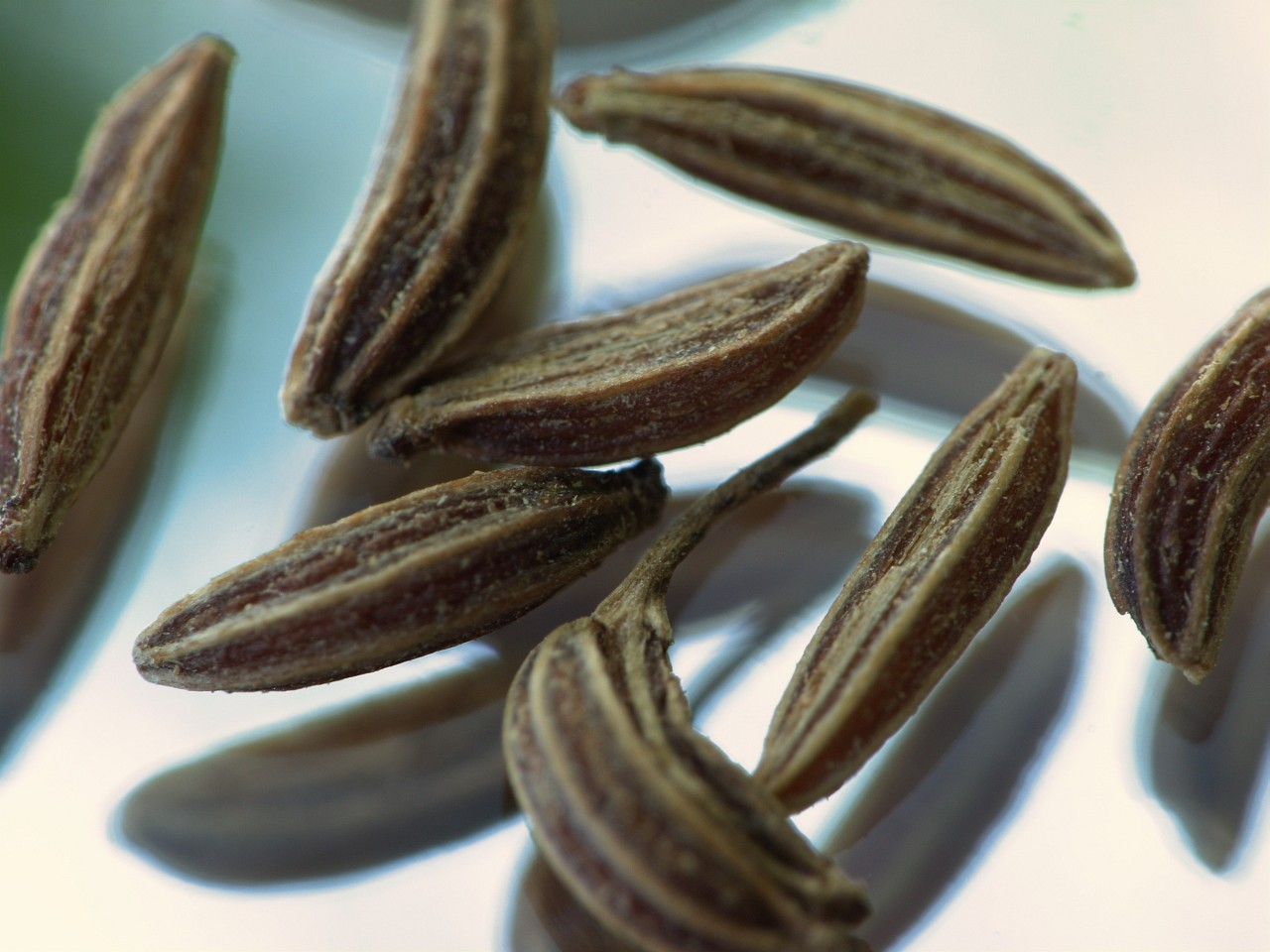
Kümmel
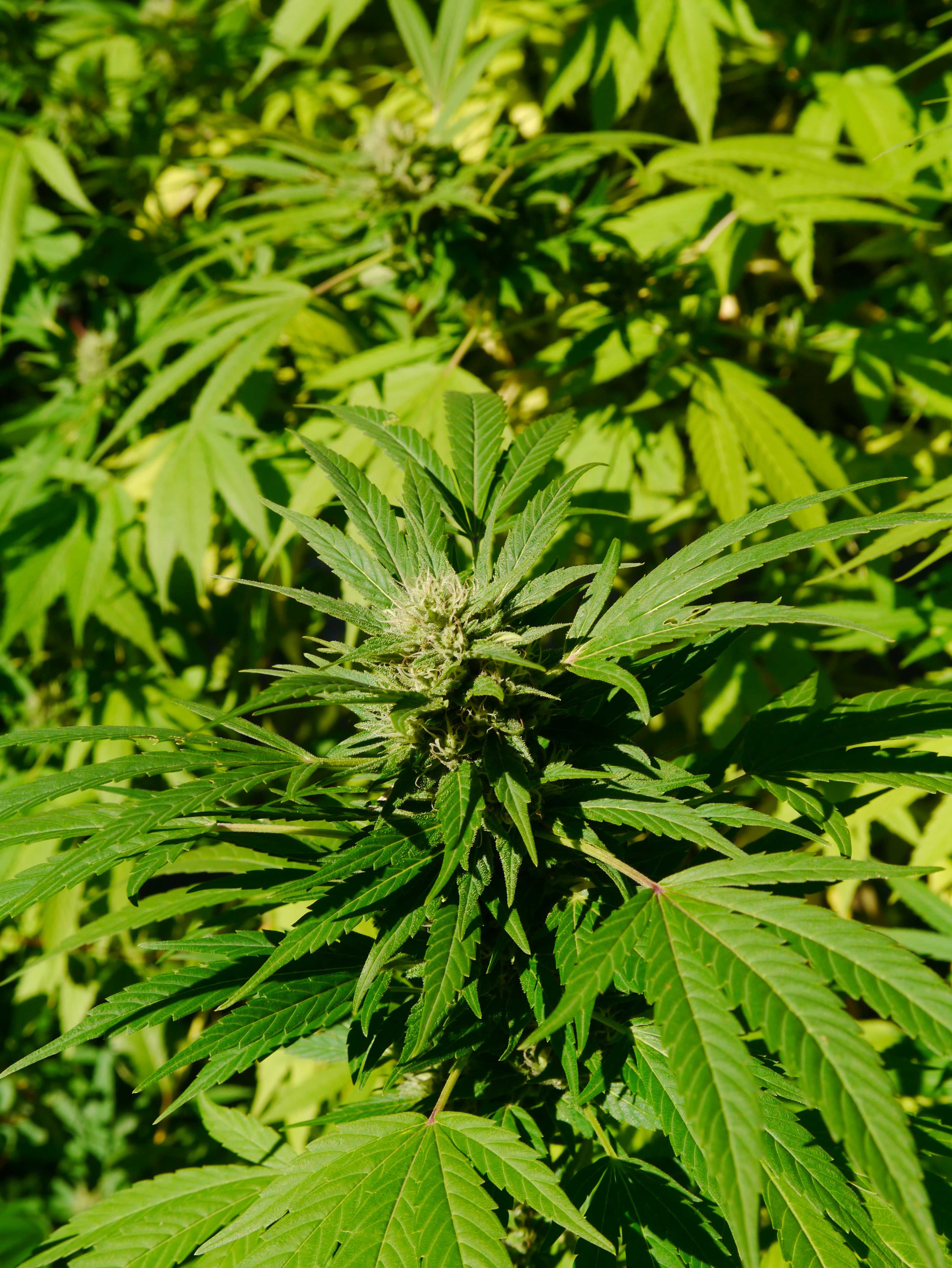
Hanf

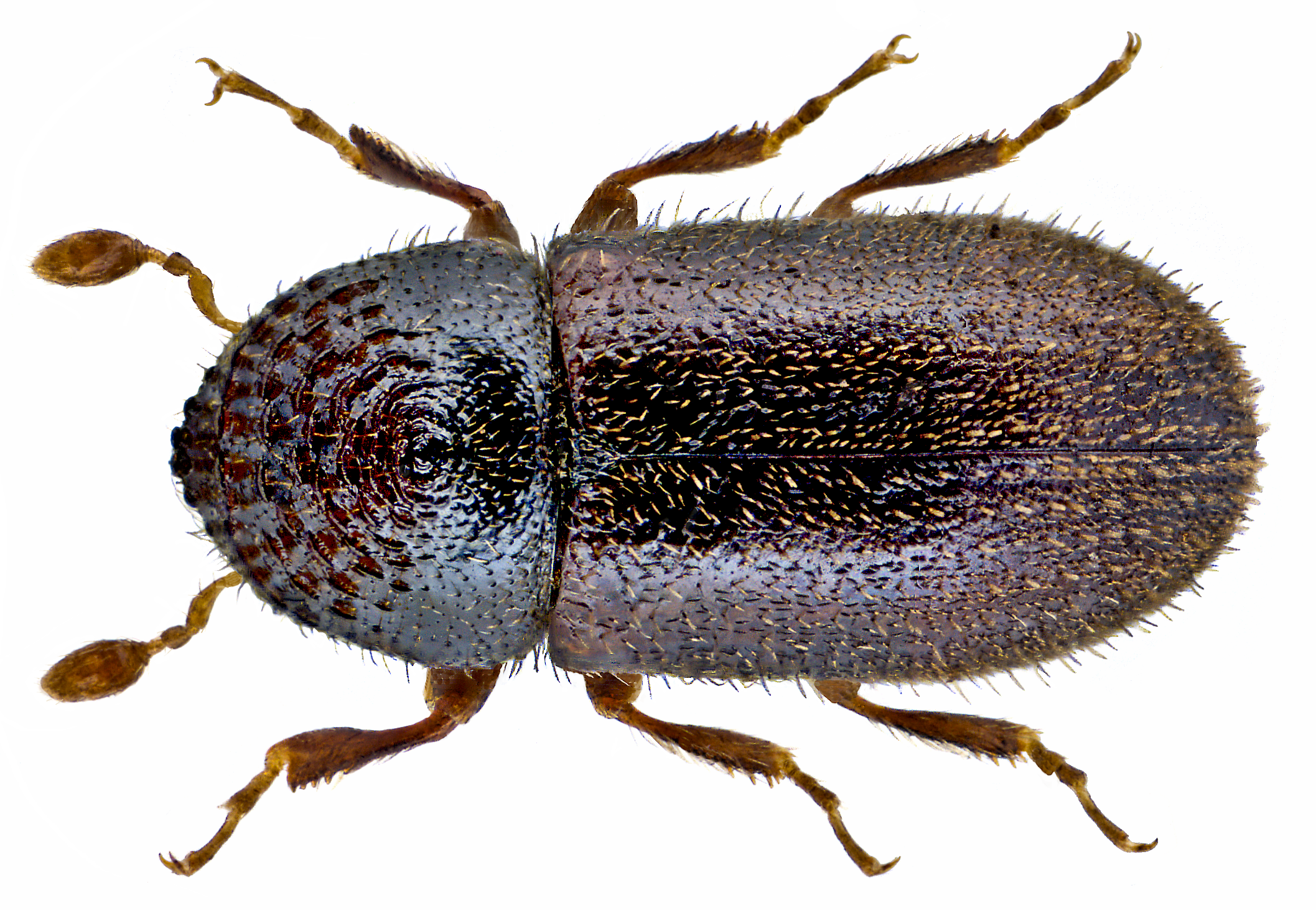
Im Tierreich ist Myrcen ein Pheromon des Borkenkäfers

Myrcen ist weiterhin ein Pheromon des Borkenkäfers (Scolytidae), das die Insekten wie das Verbenol anzieht. Der die Käfer abschreckende Antagonist ist das Verbenon.

## Eigenschaften und Herstellung
Myrcen ist eine farblose bis leicht gelbe Flüssigkeit, die bei 167 °C siedet. Der Flammpunkt liegt bei 39 °C. Myrcen ist in Lösungsmitteln wie Ethanol, Chloroform und Ether gut löslich, jedoch nicht in Wasser.
Myrcen wird durch Pyrolyse von β-Pinen aus Terpentinöl hergestellt.

## Verwendung
Myrcen dient zur Herstellung von Geruchs- und Geschmacksstoffen, die in der Parfümerie und Pharmazie eingesetzt werden. Auch andere acyclische Monoterpene wie Halomon werden aus Myrcen synthetisiert.

## Toxikologie
Die IARC stufte Myrcen im Jahr 2017 als möglicherweise krebserzeugend ein.